# سمفونی‌های لندن

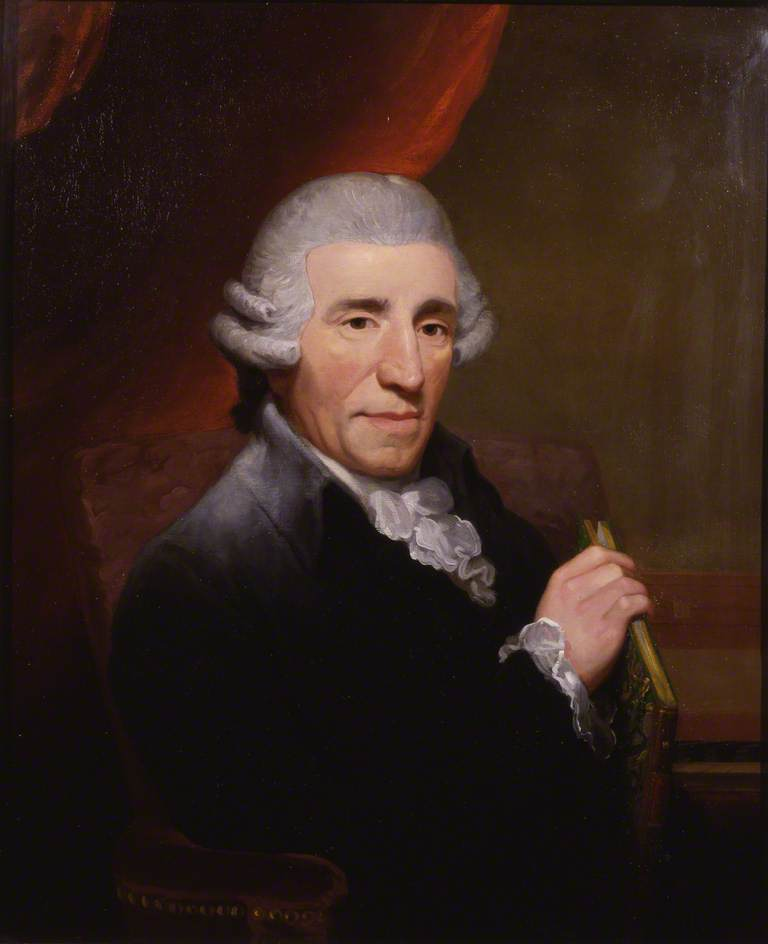
سمفونی‌های لندن

سمفونی‌های لندن (به انگلیسی: London symphonies) مجموعه‌ای شامل ۱۲ سمفونیِ آخرِ یوزف هایدن، آهنگساز بزرگ اتریشی، از سمفونی شماره ۹۳ تا سمفونی شماره ۱۰۴ اوست که در میانهٔ سال‌های ۱۷۹۱ تا ۱۷۹۵ در لندن تصنیف کرده‌است. این مجموعه به «سمفونی‌های سالومون/ زالومون» (به انگلیسی: Salomon symphonies) نیز معروف است؛ زیرا یوهان پیتر سالومون/ زالومون (۱۷۴۵–۱۸۱۵)، نوازندهٔ ویولن، آهنگساز، رهبر ارکستر، و برنامه‌گذارِ اپرا اهل آلمان، هایدن را با لندن آشنا کرد.
سمفونی‌های لندن نقطهٔ عطفی درخشان در تاریخ موسیقی کلاسیک به‌شمار می‌روند. این سمفونی‌ها را معمولاً به دو دسته تقسیم می‌کنند:
- الف. سمفونی‌های شمارهٔ ۹۳ تا ۹۸، که هایدن در سفرِ نخستِ خود به لندن ساخت؛
- ب. سمفونی‌های شمارهٔ ۹۹ تا ۱۰۴، که در وین و سفرِ دوم خود به لندن تصنیف کرد.[۱]

در ضمن، به سمفونی آخر، یعنی سمفونی شمارهٔ ۱۰۴ نیز، عنوانِ «سمفونی لندن» داده شده‌است.
سمفونی‌های ۱۲گانهٔ لندنِ هایدن نقطهٔ عطفی در تاریخ موسیقی کلاسیک به‌شمار می‌آیند. در میان آهنگسازان معروفِ تاریخ موسیقی، هیچ‌کس به اندازهٔ خودِ یوزف هایدن، که «پدرِ سمفونی» نیز لقب گرفته، سمفونی ننوشته‌است.
همهٔ سمفونی‌های لندن، به‌جز سمفونی شمارهٔ ۹۵، در موومانِ نخستِ خود، مقدمه‌ای کوتاه دارند.

## فهرست سمفونی‌ها
سمفونی‌های ۱۲گانهٔ لندن عبارت‌اند از:
- سمفونی شماره ۹۳ در رِ ماژور (۱۷۹۱)
- سمفونی شماره ۹۴ در سُل ماژور (سمفونی شگفتی) (۱۷۹۱)
- سمفونی شماره ۹۵ در دو مینور (۱۷۹۱)
- سمفونی شماره ۹۶ در رِ ماژور (سمفونی معجزه) (۱۷۹۱)
- سمفونی شماره ۹۷ در دو ماژور (۱۷۹۲)
- سمفونی شماره ۹۸ در سی بِمُل ماژور (۱۷۹۲)
- سمفونی شماره ۹۹ در می بِمُل ماژور (۱۷۹۳)
- سمفونی شماره ۱۰۰ در سُل ماژور (سمفونی نظامی) (۱۷۹۳–۱۷۹۴)
- سمفونی شماره ۱۰۱ در رِ ماژور (سمفونی ساعت) (۱۷۹۳–۱۷۹۴)
- سمفونی شماره ۱۰۲ در لا بِمُل ماژور (۱۷۹۴)
- سمفونی شماره ۱۰۳ در می بِمُل ماژور (سمفونی ضرباتِ طبل) (۱۷۹۵)
- سمفونی شماره ۱۰۴ در رِ ماژور (سمفونی لندن) (۱۷۹۵)